# Here (2024)
Here ist ein Filmdrama von Robert Zemeckis. Der Film mit Tom Hanks, Robin Wright, Paul Bettany und Kelly Reilly in den Hauptrollen basiert auf einer gleichnamigen Geschichte von Richard McGuire und feierte am 25. Oktober 2024 beim AFI Film Festival seine Premiere. Anfang November 2024 kam der Film in die US-amerikanischen und im Dezember 2024 in die deutschen Kinos. Der Film erstreckt sich über mehrere Jahrtausende, konzentriert sich aber vorwiegend auf das 20. und 21. Jahrhundert und spielt fast ausschließlich in dem Wohnzimmer eines 1902 erbauten Hauses, das während der Geschichte unterschiedliche Eigentümer und Bewohner hat.

## Handlung
Der Film zeigt die Geschehnisse in einem einzelnen Raum und die Menschen, die darin in der Vergangenheit lebten und bis in die Gegenwart dort leben werden. Es handelt sich dabei um das Wohnzimmer eines 1902 erbauten Hauses, irgendwo in den nordöstlichen US-Staaten (die Nähe zu Schenectady in New York wird erwähnt). Die Geschichte umspannt mehrere Jahrtausende, konzentriert sich aber vorwiegend auf das 20. und 21. Jahrhundert. Die Sprünge in die Kolonialzeit, den Unabhängigkeitskrieg und weit zurück in die Zeit, als das Gebiet ein urzeitlicher, von Dinosauriern bewohnter Sumpf war, wurden in die Handlung eingewoben.
Anfang des 20. Jahrhunderts leben als Erstes nach dem Bau des Hauses die Ehefrau und junge Mutter Pauline mit ihrem Mann John in diesem. Pauline hat Angst, dass die Leidenschaft ihres Mannes für die Luftfahrt ihn eines Tages das Leben kosten könnte. Ab Mitte der 1920er Jahre bewohnen Leo und Stella das Haus zwei Jahrzehnte lang.
Im Jahr 1945 kauft Al Young das Haus und lebt dort mit seiner Frau Rose. Er wurde gerade aus der Armee entlassen und ist Trinker. Ihr Sohn Richard, das erstgeborene ihrer vier Kinder, stellt eines Tages seiner Familie seine Highschool-Liebe Margaret vor. Beide sind noch Teenager. Sie will ihren College-Abschluss machen und dann Jura studieren. Richard hingegen strebt eine Karriere als Grafiker an. Richard und Margaret heiraten mit 18, nachdem sie schwanger geworden ist. Daraufhin nimmt Richard einen Job als Versicherungsverkäufer an, sie leben aber weiterhin bei seinen Eltern. Margaret fühlt sich in einem Haus, das sich nicht wie ihres anfühlt, nicht wohl, was zu schwelenden Problemen in der Ehe führt.
Als die Youngs das Haus im Jahr 2015 verkaufen, zieht eine schwarze Familie ein, Devon und Helen Harris mit ihrem Sohn Justin. Sie empfanden den Preis von einer Million US-Dollar als „Schnäppchen“. In diesen Zeiten ist es Devon und Helen wichtig, Justin über die besonderen Gefahren für Schwarze in ihrem Land aufzuklären. Sie erklären ihm, wie er sich verhalten soll, wenn er einmal in eine Polizeikontrolle gerät.

## Literarische Vorlage
Der Film basiert auf der gleichnamigen Graphic Novel des US-amerikanischen Musikers, Kinderbuchautors und Illustrators Richard McGuire. Er zeichnete 1989 für das Magazin Raw erst eine sechsseitige Geschichte unter dem Titel und baute 2010 diese zu einem Buch aus, das 2014 unter demselben Titel erschien.

## Produktion

### Filmstab und visuelle Effekte
Regisseur Robert Zemeckis adaptierte diese Geschichte gemeinsam mit Eric Roth für den Film. Mit ihm arbeitete er bereits für Forrest Gump zusammen. Roth war auch für Filme wie Dune, A Star is Born, Killers of the Flower Moon und Der seltsame Fall des Benjamin Button tätig.
Der Regisseur verwendete ein generatives KI-Tool des VFX-Studios Metaphysic. Unter Verwendung von Archivbildern der Schauspieler spuckte das Programm digitales Make-up aus, das in Echtzeit auf die Gesichter der Darsteller übertragen werden konnte. Am Filmset standen zwei Monitore, einer zeigte das Rohmaterial so, wie es war, und der andere zeigte die Schauspieler mit ihrem digitalen Make-up.

### Besetzung und Kostüme

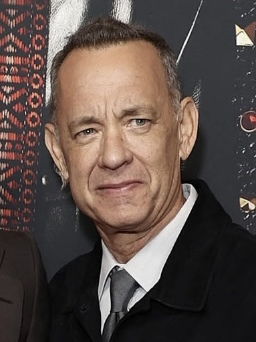
Tom Hanks spielt den im Laufe des Films alternden Richard Young

Der zweifache Oscar-Preisträger Tom Hanks und die Golden-Globe-Preisträgerin Robin Wright spielen in den Hauptrollen Richard und Margaret, sowohl als Teenager, als auch als junges Paar bis ins hohe Alter. Hanks und Wright standen zuletzt für Zemeckis’ Forrest Gump gemeinsam vor der Kamera. In Here ermöglichte es die „De-Aging“-Technologie, dass ein junger Hanks und eine junge Wright sich verlieben und gemeinsam alt werden. Paul Bettany und Kelly Reilly spielen Richards Eltern Al und Rose Young. Auch Leslie Zemeckis, die Ehefrau des Regisseurs, befindet sich auf der Besetzungsliste. Sie spielt Elizabeth Franklin. Ihre Tochter Zsa Zsa Zemeckis spielt Richards und Margarets Tochter Vanessa in den 1980er Jahren. Nikki Amuka-Bird und Nicholas Pinnock sind in den Rollen von Helen und Devon Harris zu sehen, des schwarzen Paares, das das Haus der Youngs kauft, nachdem Richard und Margaret es verlassen haben. Cache Vanderpuye spielt ihren Sohn. Michelle Dockery und Gwilym Lee spielen Pauline und John, die zu Beginn des 20. Jahrhunderts in dem Haus leben. David Fynn und Ophelia Lovibond spielen Leo und Stella Beekman, die das Haus ab Mitte der 1920er Jahre zwei Jahrzehnte lang bewohnen. Joel Oulette und Dannie McCallum spielen ein junges indigenes Paar, das in diesem Gebiet lebt, bevor es von den Europäern besiedelt wurde. Der Brite Daniel Betts verkörpert den englischen Loyalisten William Franklin während der Kolonialzeit und Keith Bartlett dessen Vater Benjamin Franklin. Das Casting übernahmen Lucy Bevan und Olivia Grant.
Für die Kostüme zeichnete die Britin Joanna Johnston verantwortlich. Auch mit ihr arbeitete Zemeckis bereits für Forrest Gump zusammen. Für ihre Arbeit an dem Filmdrama Lincoln von Steven Spielberg wurde Johnston fast 20 Jahre später für den Oscar nominiert.

### Szenenbild und Dreharbeiten
Während die Aufnahmen fast vollständig in den Pinewood Studios entstanden, bewegt sich die Kamera von Don Burgess erst ganz am Ende von ihrem festen Standort, dem von Szenenbildnerin Ashley Lamont im Laufe der Jahrhunderte unterschiedlich möbilierten Wohnzimmer, und wagt sich aus dem Haus, um dem Zuschauer einen Blick in die Vorstadt zu gewähren. Mit Burgess arbeitete Zemeckis bereits für Forrest Gump und seinen letzten Film Pinocchio zusammen, in dem Hanks ebenfalls in einer Hauptrolle zu sehen war. Zuletzt war er als Kameramann für Filme wie Aquaman: Lost Kingdom und A Family Affair tätig.

### Filmmusik
Die Filmmusik komponierte Alan Silvestri, mit dem Zemeckis für alle seine Filme seit 1984 zusammenarbeitete, unter anderen für die Filme der Zurück-in-die-Zukunft-Reihe und für Forrest Gump, für den er 1995 eine Oscar-Nominierung erhielt. Zuletzt komponierte Silvestri die Musik für die Filme Ready Player One, Avengers: Infinity War und Avengers: Endgame und auch für Zemeckis’ Pinocchio. Der Film verwendet auch das Lied Our House von Crosby, Stills and Nash. Das Soundtrack-Album mit insgesamt 15 Musikstücken wurde zum US-Kinostart von Sony Classical als Download veröffentlicht.

### Marketing und Veröffentlichung
Die Premiere des Films war am 25. Oktober 2024 beim AFI Film Festival. Der erste Trailer wurde kurz zuvor vorgestellt. Hiernach wurde Here beim Chicago International Film Festival als Abschlussfilm gezeigt. Am 1. November 2024 kam der Film in die US-Kinos. Der Kinostart in Deutschland war am 12. Dezember 2024.

## Rezeption

### Kritiken und Einspielergebnis
Von den bei Rotten Tomatoes aufgeführten Kritiken sind lediglich rund ein Drittel positiv. Damit befindet sich Here im unteren Mittelfeld von Robert Zemeckis’ Filmen.

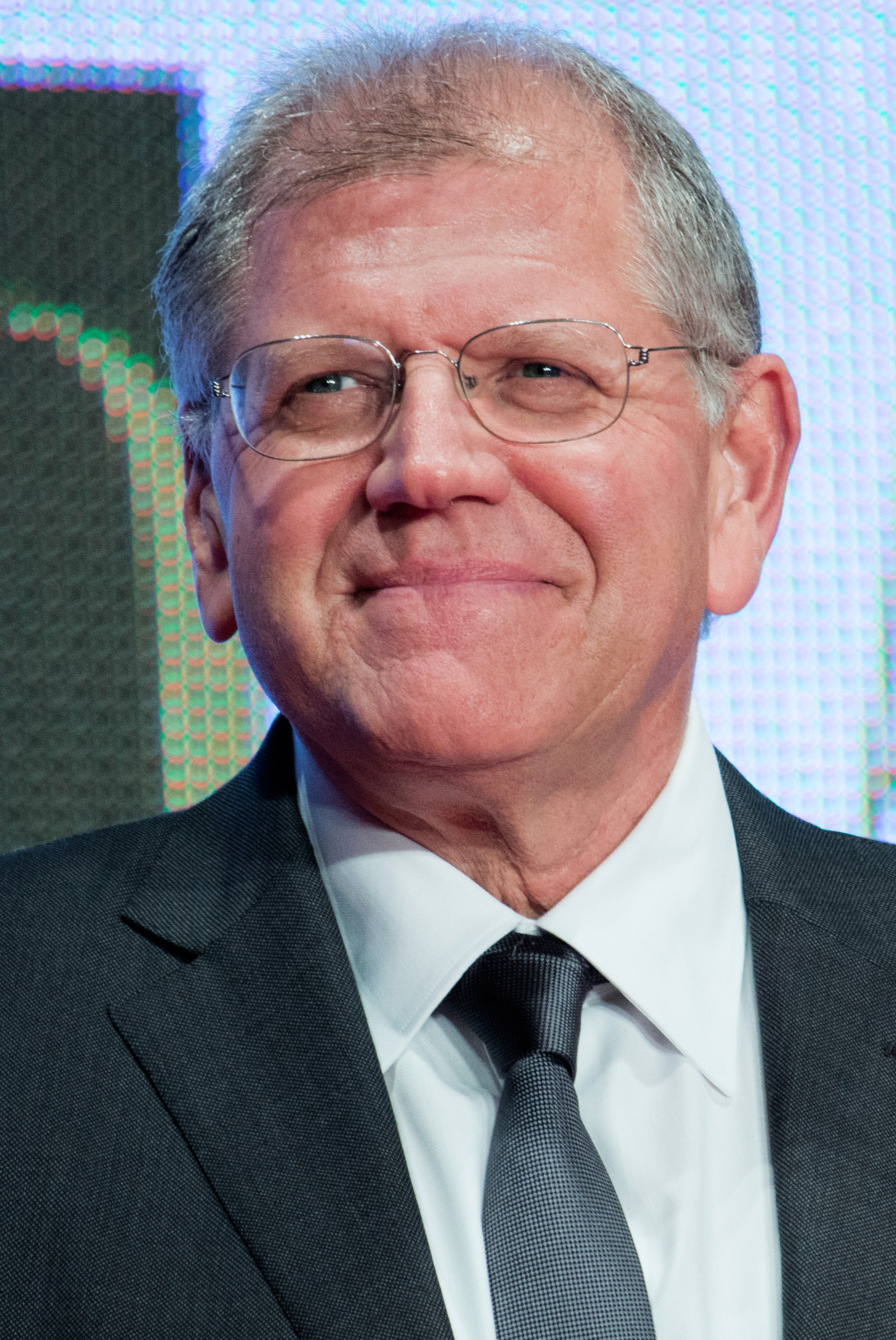
Regisseur Robert Zemeckis

Michael Ranze schreibt in seiner Kritik für den Filmdienst, der Regisseur habe sich mit Here ordentlich verhoben. Das habe vor allem mit einer problematischen Prämisse zu tun. Die Dinge des Lebens verhandele Zemeckis in banalen Dialogen, die oft beklagen, wie schnell doch die Zeit vergeht, und die Bewohner des Hauses blieben mit ihren Alltagserfahrungen eigentümlich blass und konturlos. Im Vergleich zu Forrest Gump mit wahnwitzigem Tischtennis und der schnellen Rennerei der Titelfigur stehe hier alles still. Dem Zuschauer werde eine einzige Perspektive aufgezwungen, als ob man ein Bühnenstück verfolgen würde. Wenn es dann einmal wirklich spannend wird, springe der Film zur nächsten Episode, entweder vor oder zurück, sodass man sich neu orientieren müsse.
Sandro Götz bemerkt in seiner Kritik für outnow.ch, den Zuschauern werde mit fast jeder Szene die Wichtigkeit und Kostbarkeit der Zeit vor Augen geführt, was zum Nachdenken und möglicherweise auch zum Überdenken anrege: „Wie schnell wir Menschen über die Jahrhunderte doch alles vergessen und nur das im Film gezeigte Wohnzimmer die Erinnerungen an die Bewohner halten kann, ist unglaublich eindrücklich.“ Nebst den soliden schauspielerischen Leistungen sei die unglaubliche Liebe zum Detail in jedem der epochalen Wohnzimmer ein absolutes Highlight des Films. Auch wenn Here vielleicht nicht einer der besten Filme des Jahres sein mag, sei er dafür aber einer der wichtigsten, da er uns vor Augen führe, wie schnell alles vorbei sein kann.
Die weltweiten Einnahmen des Films aus Kinovorführungen belaufen sich auf 13,1 Millionen US-Dollar.

### Auszeichnungen
VES Awards 2025
- Auszeichnung für den Emerging Technology Award („Neural Performance Toolset“, Jo Plaete, Oriel Frigo, Tomas Koutsky und Matteo Oliviero Dancy)[20]